# CFS Guardians 2021
Questa voce raccoglie le informazioni riguardanti i CFS Guardians nelle competizioni ufficiali della stagione 2021.

## Maschile

### Divízió II 2021

#### Stagione regolare
| 16 maggio 2021 4ª giornata | CFS Guardians | 62 – 0 | Jászberény Wolverines |  |

| 6 giugno 2021 7ª giornata | CFS Guardians | 49 – 14 | Levelek Spartans |  |

| 20 giugno 2021 9ª giornata | Dunaújváros Gorillaz | 7 – 45 | CFS Guardians |  |

| 27 giugno 2021 10ª giornata | Rebels Oldboys | 0 – 20 (a tavolino) | CFS Guardians |  |

| 4 luglio 2021 11ª giornata | Újpest Bulldogs | 27 – 37 | CFS Guardians |  |

#### Playoff
| 18 luglio 2021 Semifinale | CFS Guardians | 19 – 20 | Tatabánya Mustangs |  |

### Statistiche di squadra
| Competizione      | %Vittorie | In casa | In casa | In casa | In casa | In casa | In casa | In trasferta | In trasferta | In trasferta | In trasferta | In trasferta | In trasferta | Totale | Totale | Totale | Totale | Totale | Totale |
| Competizione      | %Vittorie | G       | V       | N       | P       | Pf      | Ps      | G            | V            | N            | P            | Pf           | Ps           | G      | V      | N      | P      | Pf     | Ps     |
| ----------------- | --------- | ------- | ------- | ------- | ------- | ------- | ------- | ------------ | ------------ | ------------ | ------------ | ------------ | ------------ | ------ | ------ | ------ | ------ | ------ | ------ |
| Stagione regolare | 1.000     | 2       | 2       | 0       | 0       | 111     | 14      | 3            | 3            | 0            | 0            | 102          | 34           | 5      | 5      | 0      | 0      | 213    | 48     |
| Playoff           | .000      | 1       | 0       | 0       | 1       | 19      | 20      | 0            | 0            | 0            | 0            | 0            | 0            | 1      | 0      | 0      | 1      | 19     | 20     |
| Totale            | .833      | 3       | 2       | 0       | 1       | 130     | 34      | 3            | 3            | 0            | 0            | 102          | 34           | 6      | 5      | 0      | 1      | 232    | 68     |